# Girolamo da Verrazzano
Girolamo da Verrazzano, fils de Piero Andrea da Verrazzano et de Fiametta Capelli,, frère cadet de l'explorateur toscan Giovanni da Verrazzano (1485-1528), est un cartographe.
Il accompagna son frère dans ses explorations outre-Atlantique. Sur sa carte du monde de 1529 conservée à la Bibliothèque apostolique vaticane, il représente au niveau de l’actuelle Caroline du Nord, une Amérique du Nord très étroite, un simple isthme séparant les océans Atlantique et Pacifique. Une grande partie des actuels États-Unis sont ainsi recouverts par une mer intérieure.
Il n'a pas identifié le lagon de 129 km de longueur par 24 à 48 km de largeur, à hauteur des Outer Banks, appelé plus tard  baie de Pamlico. Il fallut des décennies pour corriger cette erreur.
En 1528, resté à bord du navire, Girolamo da Verrazzano assiste à la mort de son frère Giovanni da Verrazano, tué par des indigènes  anthropophages sur une île des Caraïbes (soit la Jamaïque, soit la Guadeloupe dépendamment de l’interprétation de l’itinéraire suivi par le navire). Il confie ce drame à Paul Jove.
Le 27 septembre 1529, il achète une part d’un navire, le Bonne Aventure.
Peu après, il se retire en Italie où les historiens perdent sa trace. On ignore la date de sa mort.